# Kanesdyk
Der Kanesdyk, früher Birkschendyk, ist ein Quartier in Krefeld. Er galt als sozialer Problembezirk unter anderem aufgrund der Obdachlosen-Unterkünfte aus den 1970er Jahren. Im Januar 2014 wurde das 12.000 m² große Grundstück veräußert. Die Unterkünfte wurden abgerissen und die Fläche mit Häusern für 38 Familien bebaut. 2017 sollen die Bauarbeiten abgeschlossen sein[veraltet].